# Ешпіню (Ешпіню)
Ешпіню (порт. Espinho; МФА: [ʃ.ˈpi.ɲu]) — парафія в Португалії, у муніципалітеті Ешпіню. Розташована в західній частині країни, на теренах історичної португальської провінції Бейра. Входить до складу округу Авейру. За адміністративним поділом, чинним до 1976 року, терени парафії були складовою провінції Берегове Дору. Належить до Авейрівської діоцезії Католицької церкви. Патрон — Діва Марія. Площа — 1,7662 км². Населення — 9832 ос. (2011). Середньо урбанізований регіон. Густота населення — 5566,75 осіб/км²
. Код — 010702.

## Географія

Ешпіню (2013)

## Населення
| 1900  | 1911  | 1920  | 1930  | 1940  | 1950  | 1960  | 1970   | 1981   | 1991   | 2001   | 2011  |
| 3.691 | 5.365 | 6.244 | 7.301 | 8.013 | 7.989 | 8.799 | 11.795 | 12.851 | 11.888 | 10.225 | 9.832 |

## Пам'ятки
- Церква Діви Марії-Помічниці — католицька церква 1930 року, головний храм Ешпіню.